# Družabna programska oprema
Družabna programska oprema se navadno opredeljuje kot zbirka na spletu osnovane programske opreme. Programi uporabnikom omogočajo interakcijo in izmenjavo podatkov z ostalimi uporabniki. Ta računalniško posredovana komunikacija je postala zelo priljubljena pri straneh za druženje, kot sta MySpace in Facebook, multimedijskih straneh, kot sta Flickr in YouTube, komercialnih straneh, kot sta Amazon in E-bay. Veliko teh programov ima skupne lastnosti, kot so odprti programski vmesniki, uporabniku prijazne konfiguracije (nastavljive po meri), zmožnost nalaganja (podatkov, multimedijske vsebine). 
Bolj specifičen izraz, skupna programska oprema, se nanaša na sisteme kooperativne izmenjave informacij, in se navadno tesno povezuje s programsko opremo, ki omogoča funkcije delovnega sodelovanja. Razlike med termini »družbeni«, »zaupani« in »sodelujoči« so v aplikacijah oziroma uporabah, vendar ne v samih orodjih, čeprav obstajajo tudi orodja, ki se zelo redko uporabljajo za delovno sodelovanje. 
Družabne tehnologije ali pogovorne tehnologije uporabljene v organizacijah, še posebej v omrežno-središčnih organizacijah, so drugi termini, ki se jih uporablja pri opisu ustvarjanja znanja in shranjevanja, ki je izpeljano preko sodelujočega pisanja. Konstruktivistični teoretiki, kot so Vygotsky, Leidner in Jarvenpaa, pojasnjujejo, da proces izražanja znanja pomaga tako, da se z ustvarjanjem in pogovori le-to znanje prečisti. Pogovorno upravljanje znanja izpolni ta namen, saj pogovori, torej vprašanja in odgovori, postanejo vir koristnega znanja v organizaciji. Pogovorne tehnologije so orodja, s katerimi se podpira delovne enote in posamezne, znanja polne, delavce. 
Veliko zagovornikov uporabe teh orodij verjame (in tudi aktivno zagovarja ter predvideva), da ustvarjajo dejanske skupnosti, pri čemer so tudi povzeli termin »online skupnosti« za opisovanje nastalih družbenih struktur.

## Zgodovina
Christopher Allen podpira to definicijo in zasleduje ključne ideje tega koncepta iz časov Računalniško podprtega sodelovanja ali Delovnega sodelovanja (»CSCW«) v 90ih letih 20. stoletja, Programa za skupinsko delo v 70ih in 80ih letih 20. stoletja, do Engelbart-ovega »povečanja« (angl. izraz »augmentation«) (v 60ih letih) in Bush-ovega sistema »memex«. Kljub temu, da sam pripiše življenjske cikle tej terminologiji, ki se v vsakem obdobju ponovno pojavi v drugačni obliki, pa to nujno ne pomeni, da je družabna programska oprema »staro vino v novi steklenici«. Zgodnja manifestacija družabne programske opreme v zgodnjih spletnih aplikacijah za komuniciranje in sodelovanje, kot na primer e-mail, novičarske skupine, program za skupinsko delo, virtualne skupnosti in podobno, izpostavi njene zmožnosti povečevanja. V naslednji fazi, vplivi na akademske eksperimente, družbeni konstruktivizem, in gibanje odprto kodne programske opreme. V trenutni fazi ta orodja sodelovanja dodajo zmožnost »združevanja delovanj omrežnih uporabnikov«. To nakazuje na močno gonilno silo, ki razlikuje družabno programje od ostalih skupin orodij sodelovanja in kot komponent Web 2.0 tehnologije. Zmožnost združevanja ter redistribucije vsebine in vedenja, predstavlja najpomembnejše potenciale tega medija. 
Leta 1945 Vannevar Bush opiše hipertekst kot napravo imenovano »memex«. 
Leta 1962 Douglas Engelbart objavi svoje pomembno delo »Povečanje človeškega intelekta: konceptualni okvir«. V tem delu predlaga uporabo računalnikov za povečanje usposabljanja. Engelbart je s svojimi kolegi iz raziskovalnega inštituta Stanford, začel razvijati računalniški sistem, ki bi povečal človekove zmožnosti, vključujoč učenje. Sistem se je preprosto imenoval spletni sistem (angl. izraz »oNLine System« oz. NLS), v javnost pa je prišel leta 1968. 
Začetni koncept globalne informacijske mreže pripada J.C.R. Licklider-ju, ki je avgusta leta 1962 spisal serijo zapisov z naslovom »Online računalniška komunikacija ljudi«. Kakorkoli, dejanski razvoj interneta pa moramo pripisati Lawrence G. Roberts-u iz MIT-a. 
V letu 1971 začne korporacija MITRE enoletno predstavitev sistema TICCIT, med naročniki kabelske televizije v Restonu in Virginii. Interaktivni televizijski servisi so vsebovali informacijske in izobraževalne prikaze uporabe »touch-tone« telefona. Nacionalna znanstvena fundacija povrne denar projektu PLATO in finančno podpre predlog MITRE, da bi preoblikovali TICCIT tehnologijo kot sistem računalniško posredovanih navodil (CAI), s tem bi podprli angleščino in algebro na bližnjih univerzah. MITRE sklene stransko pogodbo z Univerzo Teksas v Austinu in Univerzo Brigham Young, katerima da na voljo oblikovna navodila in študijsko programsko opremo. Tega leta Ivan Illich v knjigi z naslovom »Družba brez šolanja« predstavi učenje preko spleta. 
Seymour Papert iz MIT-a leta 1980 objavi »Razmišljanja: otroci, računalniki in mogočne ideje« (New York: Basic Books). Ta knjiga je bila podlaga za mnoge ostale knjige in disertacije na temo »mikrosvetovi« in njihov vpliv na učenje. BITNET, ki ga je ustanovil konzorcij univerz Združenih držav in Kanade, je univerzam omogočil, da so se med seboj povezale za izobraževalno komuniciranje in pošiljanje elektronske pošte. Na višku, leta 1991, je imel več kot 500 članov (organizacij) in preko 3000 vozlišč. Njegova uporaba je upadla z razširjeno uporabo svetovnega spleta. 
Leta 1986 Tony Bates objavi »Računalniško posredovano učenje ali komunikacije: V katero smer po informacijsko tehnologijo v oddaljenem izobraževanju?«, Poročilo oddaljenega izobraževanja¬/ »Revue de l'enseignement a distance«, nadaljnje razmišljanje o načinih e-izobraževanja, osnovano na 15 letni operativni uporabi računalniških omrežij na »Open University« in devetletnem sistematičnem raziskovanju in razvoju na CAL-u, videotekstu, avdio-grafični videokonferenci in računalniški konferenci. 
Prva verzija CSILE (tj. »Računalniško podprta namerna okolja izobraževanja«) je bila inštalirana na majhnem omrežju Cemcorp ICON računalnikih na osnovni šoli v Torontu (Kanada). CSILE je vključeval tekste in grafične zapise različnih avtorjev (študentov, učiteljev, drugih), z atributi, kot so komentarji in razmišljajoči tipi, ki so odsevali vlogo opombe v avtorjevem razmišljanju. Razmišljajoči tipi vključujejo »moja teorija«, »nove informacije« in »moram razumeti«. CSILE se je kasneje razvil v Forum Znanja (angl. Izraz »Knowledge Forum«). 
Leta 1989 je Tim Berners-Lee (takrat mlad britanski inženir v CERN-u v Švici) širil predlog o sistemu interne online izmenjave dokumentov, ki ga je opisal kot »splet opomb s povezavami«. Ko so nadrejeni nejevoljno potrdili njegov predlog, je novi sistem poimenoval svetovni splet (angl. izraz »World Wide Web«). 
CAPA (Računalniško podprt personaliziran pristop oz. angl. izraz »Computer Assisted Personalized Approach«) sistem je bil razvit na Univerzi Michigan State, in sicer leta 1992. Prvič je bil uporabljen jeseni leta 1992, v malem fizikalnem razredu (92 študentov). Študentje so dostopali do naključnih (personaliziranih) problemov domačih nalog preko telekomunikacijske mreže. 
- TheGlobe.com je bil ustanovljen leta 1994. Leta 1998 je omenjeni servis z začetno javno ponudbo zabeležil največji prvo dnevni dobiček v zgodovini Združenih držav.

Leta 2001 Adrian Scott ustanovi Ryze. Aprila 2002 Jonathan Abrams ustvari svoj profil na Friendster-ju. 
Leta 2003 se svetu predstavijo Hi5, LinkedIn in MySpace. Facebook se svetu predstavi februarja leta 2004. 
Levin (v Allen 2004) priznava, da se veliko karakteristik družabne programske opreme (hiperpovezave, odkritje spletnih dnevnikov, združevanje na podlagi standardov) »zanaša na stare oblike«; vendar, »razlika v stopnji, standardizaciji, preprostosti in družbeni spodbudi, ki jo ustvarja dostop do spleta, spreobrne razliko v stopnji v razliko v naravi«. Ključni tehnološki faktorji, ki so osnovani na tej razliki v naravi računalnika, omrežja in informacijskih tehnologij, so: filtrirano hiperbesedilo, povsod navzoči splet/računalništvo, nepretrgana internetna povezava, poceni in učinkovita elektronika, strategije ponujanja vsebine (RSS), in drugi. Nadalje, konvergenca nekaterih ključnih sistemov informacijske tehnologije kot so zvok, podatki in video, v en sam sistem, povzroča, da draga računalniška okolja dosegajo še večjo produktivnost. 

## Diskusije in izbire zasnove
Družabno programje lahko bolje razumemo kot sklop diskusij ali izbir zasnove, in ne kot specifični seznam orodij. Širše gledano, obstaja veliko starejših medijev kot sta mailing liste in Usenet, ki se označujeta kot »družabna«. Vendar večina uporabnikov tega termina omejuje njegov pomen na novejše žanre programske opreme kot so na primer blogi in wikis. Drugi so mnenja, da s terminom družabno programje mislimo na uporabo dveh ali več oblik računalniško posredovanih komunikacij, ki izhajajo iz »formacije skupnosti«, torej s tem terminom ne mislimo na samo en tip programske opreme. Glede na ta pogled, ljudje tvorijo online skupnosti tako, da združujejo ena-na-ena (npr. e-mail in takojšnje sporočanje), ena-na-več (spletne strani in blogi) in več-na-več (hitre strani) oblike komunikacije. Nekatere skupine imajo srečanja v resničnem življenju in tako postanejo fizično »resnične« skupnosti ljudi, ki si delijo fizična življenja. 
Kar je skupnega večini definicij družabnega programja je opazka, da nekateri tipi programske opreme očitno pospešujejo bolj enakopraven in meritokratski »od spodaj navzgor« razvoj skupnosti, v kateri je članstvo prostovoljno, ugled se pridobi z zaupanjem ostalih članov, poslanstvo in vodstvo skupnosti pa definirajo člani sami. 
Skupnosti, ki so jih ustvarili »od spodaj navzgor« procesi, so pogosto v kontrastu z manj močnimi skupnostmi, ki so ustvarjene preko »od zgoraj navzdol« programske opreme, kjer uporabniške vloge določajo zunanje oblasti in so definirane na togo razumljenih mehanizmih (kot so na primer pravice do dostopa). Kljub zelo majhnim razlikam v načinu delovanja, lahko zelo podobna programska oprema izzove popolnoma drugačne družbene rezultate. Na primer tikiwiki podpira gACL sistem podrobnega nadzora dostopa in večina servisov, ki ga uporablja, izkorišča to za vidljivost in urejanje strani, tako da lahko le malo ljudi ureja in bere naključno izbrano stran. V nasprotju s prej omenjenim, pa se mediawiki izogiba nadzorom uporabnikov, saj dopuščajo, da lahko strani urejajo skoraj vsi uporabniki in pri tem prikazuje več informacij o tem, kateri uporabniki so nedavno urejali spletne strani. Rezultat je ta, da skupnostne skupine pogosteje uporabljajo mediawiki, medtem ko imajo uporabniki, ki se ne lotevajo družbene paradigme in imajo raje tikiwiki, več nadzora nad vsebino in manj družabne uporabnike. 
Družabno programje po obliki odseva značilnosti družbenega omrežja in je oblikovano zelo zavestno, da lahko analize družbenega omrežja delujejo v ostalih kompatibilnih podatkovnih bazah. Vsi sistemi družabnega programja ustvarjajo povezave med uporabniki, ki so tako močne kot je identiteta, ki jo ti uporabniki izberejo. Skozi te močne povezave se lahko, iz prej epistemične skupnosti, oblikuje stalna skupnost. Lastništvo in kontrola nad temi povezavami – kdo je povezan, in kdo ne – je v rokah uporabnika. Tako so te povezave asimetrične – lahko si povezan z mano, vendar mogoče jaz nisem s tabo. Prav tako so te povezave funkcionalne, ne dekorativne – na primer, lahko izbereš možnost, da ne boš prejemal vsebine od ljudi s katerimi nisi povezan. Uporabniške strani wikipedie so zelo dober primer, pogosto vsebujejo podrobne informacije o osebi, ki jih je oblikovala, vse od materinskega jezika pa do moralnih preferenc nakupov. 

## Orodja za komuniciranje preko spleta
Orodja, uporabljena v aplikacijah družabne programske opreme, vsebujejo komunikacijska orodja in interaktivna orodja. Komunikacijska orodja se navadno ukvarjajo z zajemanjem, shranjevanjem in predstavitvijo komunikacij, po navadi napisano, vendar se vse pogosteje vključuje tudi avdio in video. Interaktivna orodja se ukvarjajo s posredovanimi interakcijami med parom ali skupino uporabnikov. Od komunikacijskih orodij se razlikujejo v tem, da se osredotočajo na ustanavljanje in vzdrževanje povezave med uporabniki, ter na pospeševanje mehanizmov pogovora in govora. Komunikacijska orodja so navadno asinhrona. Interaktivna orodja so na splošno sinhrona, uporabnikom dopuščajo komunikacijo v realnem času (telefon, Net telefon, video klepet), ali blizu sinhrona (IM, tekst klepet). 
Tem razlikovanju lahko dodamo še eno razliko, ki opisuje primarno izkušnjo uporabnika: komunikacija vključuje vsebino pogovora, govorjenje ali pisanje; interakcija vključuje interes, ki ga uporabniki vzpostavijo med seboj kot posamezniki. Z drugimi besedami, s komunikacijskim orodjem naj bi bil dostop in iskanje teksta enostavno ter močno. S pomočjo interaktivnega orodja naj bi se čim bolj predstavilo uporabnikovo izražanje, delovanje in prisotnost. Organizacija besedil in omogočanje dostopa do arhiviranih prispevkov, se ravno dovolj razlikuje od pospeševanja medosebnih interakcij med soustvarjalci, da lahko upravičimo razlikovanje v medijih. 

### Takojšnje sporočanje
Aplikacija ali odjemalec takojšnjega sporočanja omogoča posamezniku, da komunicira z drugimi preko spleta v realnem času in v relativni zasebnosti. Popularni odjemalci vključujejo Gtalk, Skype, Meebo, ICQ, Yahoo! Messenger, MSN Messenger, Pidgin (prej imenovan Gaim) in AOL Instant Messenger. Posameznik lahko doda prijatelje na seznam kontaktov ali seznam kolegov tako, da vpiše njihov e-mail naslov ali uporabniško ime. Če so prijatelji prijavljeni na spletu, potem se bo njihovo ime prikazalo kot dosegljivo za pogovor. Klik na njihovo ime bo aktiviralo pogovorno okno s prostorom, kamor lahko tem osebam pišejo in prav tako berejo njihove odgovore.

### Tekstovno sporočanje
IRC (Internet Relay Chat) in druge možnosti internetnih klepetalnic omogočajo uporabnikov, da se združujejo v pogovorne skupine in javno komunicirajo z velikim številom ljudi naenkrat. Uporabniki se lahko pridružijo že obstoječim klepetalnicam ali pa odpirajo nove, s kakršno koli temo želijo.. Ko so enkrat člani klepetalnice, lahko pišejo sporočila tako, da jih vidijo vsi uporabniki in se odzivajo na sporočila drugih. Pogosto je število ljudi, ki v klepetalnice vstopajo in izstopajo, konstantno. Ne glede na to ali ste klepetalnico odprli sami ali ste v njej zgolj gost, lahko v njo vabite druge člane. Takojšnje sporočanje olajšuje komunikacijo 1:1 (ena na ena) in M:M (mnogo na mnogo).

### Internetni forumi
Internetni forumi uporabnikom omogočajo, da objavijo temo drugim v pregled, vpogled. Drugi uporabniki si temo ogledajo in posredujejo svoje pripombe linearno, eden za drugim. Večina forumov je javnih, torej se vsak lahko kadar koli prijavai in komentira. Obstajajo tudi majhne, privatne skupnosti, kjer morajo uporabniki plačati za dostop.
Forumi vključujejo veliko različnih kategorij, ki so hierarhično urejene po temah in podtemah. Druge možnosti so še objava slik, datotek ali citiranje drugih uporabnikov z oblikovanjem po lastnih željah. Priljubljenost forumov pogosto narašča vse do več tisoč članov, ki neprekinjeno objavljajo odgovore na deset tisoče tem.
Obstajajo različni standardi za vodilne na trgu kategorij programske opreme. Na voljo so številni različni dodatki, vključno s prevajanjem in popravljanjem pravopisnih napak, odvisno od strokovnosti administratorjev. Na nekaterih področjih imajo forumi in administratorji komercialne dosežke, kot na primer brezplačne ali plačljive revije, kot tudi profesionalne ali ljubiteljske strani.
Trenutno uspešne storitve združujejo nova orodja s starejšimi novičkarskimi skupinami in listami prejemnikov elektronske pošte. Tako nastanejo Yahoo ali Google skupine. Ko se neka storitev uporablja, sčasoma prevzema karakteristike drugih orodij, s katerimi tekmuje. Tako na primer spletne strani wiki uporabnikov postanejo portali za socialna omrežja in se uporabljajo namesto drugih aplikacij.

### Blogi
Blogi so spletni dnevniki posameznikov. Lastnik bloga periodično objavlja sporočila in dovoli ostalim uporabnikom, bralcem, da sporočila tudi komentirajo. Teme blogov so vsakdodnevno življenje, mnenja in stališča o politiki ali kakšna druga tema, ki ima poseben pomen za avtorja. 
Blogi različnim ljudem pomenijo različne stvari: za ene je to spletni dnevnik, za druge osebna spletna stran, ki jo lahko preprosto osvežujejo. To so tehnične definicije, ki pa ne zajemajo moči blogov kot socialnega orodja. Poleg tega, da so preprosta domača spletna stran ali spletni dnevnik, omogočajo komentarje drugih uporabnikov na objavljene vsebine in tako ustvarjajo forum za diskusije. Vsebujejo tudi povezave do drugih spletnih dnevnikov, ki jih lastnik prav tako spremlja in bere ter s tem razkriva odnos do drugih ustvarjalcev blogov. Blogi ljudi medsebojno povezujejo v skupnosti okrog posameznika ali skupnih interesov, na primer Slashdot, LiveJournal, BlogSpot. Bloganje je postalo tudi moderno v poslovnem okolju, zlasti pri podjetjih, ki uporabljajo programsko opremo kot je IBM Lotus Conncections. IBM Lotus Connections.

### Wiki sistemi
Wiki je spletna stran, katere vsebino vzdržujejo obiskovalci. Primeri so Wikipedia, Wiktionary, prvotna Portland Pattern Repository wiki, MeatballWiki, CommunityWiki in Wikisource. Za več informacij o brezplačnih in komercialno dostopnih wiki sistemih si oglejte: Primerjava wiki programske opreme.

### Urejevalniki besedil v realnem času
Hkratno urejanje besedil ali predstavitvenih datotek s strani različnih udeležencev v omrežju je bila na raziskovalnih sistemih prvič predstavljena že leta 1970 in je zdaj že realnost v svetovnem omrežju. Primeri so: SubEthaEdit, SynchroEdit, ACE in Moonedit. Google Docs & Spreadsheets in Zoho prav tako omogočajo skupno, hkratno urejanje besedil, a so spremembe vidne šele po shranjevanju.

### Orodja za napovedovanje
Trg ponuja številna orodja za napovedovanje (vključno z brezplačno programsko opremo), ki omogočajo preprosto napovedovanje in stave na prihodnje dogodke. Gre za bolj formalno različico socialnih interakcij, čeprav izpolnjuje pogoje za robustno socialno programsko opremo.

### Orodja za socialna omrežja
Orodja za socialna omrežja omogočajo ljudje združevanje prek spleta, in sicer okrog skupnih interesov, hobijev ali pobud. Nekatere strani ponujajo storitve spletnih zmenkarij, kjer posamezniki objavljajo svoje profile, kraj bivanja, starost, spol itd. in prek takšnih podatkov tudi sami iščejo morebitnega partnerja. Drugi servisi omogočajo poslovno mreženje (Ryze, XING in LinkedIn) in orodja za družabna srečanja (Meetup).
Nekateri veliki Wiki sistemi so postali orodja za socialna omrežja. 
Vsakdo lahko oblikuje svojo storitev socialnega omrežja, z uporabo gostovanja pri ponudnikih Ning, grou.ps ali rSitez ali z bolj fleksibilnimi programskimi orodji, ki jih lahko namestimo Elgg, BuddyPress ali Concursive's ConcourseConnect.

### Iskalniki po socialnih omrežjih
Gre za tip iskalnikov, ki rezultate organizirajo, prioritizirajo in filtrirajo z uporabo socialnih omrežij. Obstajata dva različna tipa iskalnikov, eksplicitni in implicitini:
•	Eksplicitni iskalniki po socialnih omrežjih dovoljuje ljudem, da najdejo drug drugega glede na jasno izražene družbene odnose, kot na primer XFN (družbeni odnosi izraženi prek povezav). XHTML Friends Network omogoča ljudem, da delijo svoja razmerja na svojih straneh in s tem decentralizirano spletno socialno omrežje (omrežja, ki smo jih navajali pred tem, so centralizirana).
•	Implicitni iskalniki po socialnih omrežjih ljudem omogočajo filtriranje rezultatov na podlagi kategorij socialnih omrežij, ki jim zaupajo, kot na primer skupna politična orientacija. Takšno filtriranje so leta 1993 v “State of the Future Report” (Poročilo o Državi prihodnosti) poimenovali epistemski filter. Po mnenju ameriškega komiteja Združenih narodov, naj bi to postal prevladujoč način iskanja za večino uporabnikov.
Zaradi pomanjkanja zaupanja tovrstnim informacijam (o političnih pogledih na primer), ta tip iskalnika po socialnih omrežjih rudari po spletu z izvajanjem topologij spletnih socialnih mrež. Na primer NewsTrove iskalnik o omrežjih sklepa po vsebini – strani, blogi, viri – s preiskovanjem predmetov, odnosov povezav in slovničnih značilnosti.

### Deliberativna socialna omrežja
Deliberativna socialna omrežja so omrežja za pogovore in razprave v odločevalne namene. Zgrajena so vzpostavitev nekih trajnih odnosov med posamezniki in vlado. Zanašajo se na informirana stališča in nasvete, ki so dana z jasnimi pričakovanji izidov.

### Komercialna socialna omrežja
Komercialna socialna omrežja so kreirana za podporo poslovnim transakcijam in za graditev zaupanja med uporabnikom ter določeno blagovno znamko: mnenje o produktu, ideje o tem, kako izdelek izboljšati, omogočanje participacije strank v promocijskih dejavnostih blagovne znamke, izvajanje storitev za strank in izboljšanje uporabniške izkušnje. Primer takšnega omrežja: Dell IdeaStorm.

### Družabni vodniki
Družabni vodiki omogočajo priporočila za potovanja ali vsebujejo informacije s potovanj, kot so kavarne, restavracije, lokali s ponudbo interneta itd. Primer takšne aplikacije je: Wikipotovanje.

### Družabni zaznamki
Nekatere spletne strani uporabnikom omogočajo objavo seznamov, zaznamkov drugih priljubljenih spletnih strani za iskanje in si jih lahko tudi ogledajo. Takšne strani se lahko uporabljajo tudi za srečevanje drugih ljudi, s podobnimi interesi. Primeri takšnih strani so: digg, Delicious, StumbleUpon, reddit, in furl.
»Enterprise« zaznamki so metoda označevanja in povezovanja kakršnih koli informacij z uporabo razširjenega nabora oznak za zajemanje znanja o podatkih. Zbira in indeksira te oznake na spletnih strežnikih, ki se nahajajo za požarnimi zidovi. Uporabniki te oznake lahko delijo z določenimi ljudmi ali skupinami znotraj specifičnih omrežij, po navadi znotraj organizacij. Primeri: Jumper 2.0, IBM Dogear, and Connectbeam.

### Družabna katalogizacija
Družabna katalogizacija je podobna družabnim zaznamkom – programsko orodje je namenjeno akademikom. Uporabnikom omogoča objavljanje citatov za članke, ki so jih našli na internetu ali spletni strani, spletni bazi podatkov, kot je Academic Search Premier ali LexisNexis Academic University, o knjigi, ki so jo našli v knjižničnem katalogu itd. Citati so lahko organizirani v vnaprej določene kategorije ali novo kategorijo, ki jo določi uporabnik z uporabo oznak. To omogoča akademikom s podobnimi interesi, da se povezujejo in delijo svoje vire. Primeri: Jumper 2.0, CiteULike, Connotea, BibSonomy in refbase.

### Družabne knjižnice
Aplikacija uporabnikom omogoča sledenje njihovim izbiram, knjigam, albumom, DVD-jem. Uporabniki lahko svoje zbirke tudi delijo z drugimi uporabniki. Z dajanjem ocen, ki gredo skozi statistične izračune in teorije mreženja, ustvarjajo priporočila. Nekatere strani ponujajo »sistem prijateljev« (buddy system), kot tudi virtualno izposojo med prijatelji. Na večini tovrstnih spletnih strani se izvaja tudi označevanje. Primeri: discogs.com, imdb.com in LibraryThing.

### Družabno spletno shranjevanje
Družabno spletno shranjevanje uporabnikom omogoča kreiranje arhivov datotek različnih tipov. Datoteke bodisi urejajo na spletu bodisi na domačem računalniku. Takšne sisteme nadgradimo iz obstoječe infrastrukture (Gdrive) ali s pomočjo P2P tehnologij (Wuala). Gre za družabne sisteme, saj omogočajo javno distribucijo in neposredno izmenjavo datotek med prijatelji.

### Virtualni svetovi
Virtualni svetovi so storitev, kjer je mogoče srečati in se družiti z drugimi ljudmi v virtualnem okolju, ki močno spominja na realen svet. Odtod tudi izraz virtualna resničnost. Uporabniki v virtualni svet vstopajo kot avatarji, prek katerih se družijo z ostalimi tako, da z njimi komunicirajo pisno ali glasovno.